# Unidos da Tamandaré
O Grêmio Recreativo Cultural Escola de Samba Unidos da Tamandaré é uma escola de samba de Guaratinguetá, no estado de São Paulo, fundada em 1960, e que atualmente disputa o carnaval da cidade.

## História
A escola surgiu a partir de integrantes de um pequeno time de futebol, unidos a foliões vindos do Bloco “Pouca Roupa”, como: Zé do Bar, Lê, Chico Abrange, Nino, Homero e Geraldinho Moreira[carece de fontes?], que fundaramm em 1967, o “Bloco Carnavalesco da Rua da Tamandaré”.
O Bloco seria o embrião da Escola de Samba Unidos da Tamandaré, que desfilaria pela 1ª vez no Carnaval de 1970, ficando com troféu no “Conjunto Fantasia”.
Em 1974, um jovem carnavalesco chamado José Moacyr, foi considerado responsável pela mundança da história da agremiação.
Durante as décadas de 70 e 80, a escola de samba obteve inúmeros títulos.
Em 1989, José Moacyr partiria precocemente para outro cenário.
Na década de 2010 a escola contou com grandes artistas e intérpretes. Muitos deles são celebridades reconhecidas do Carnaval do Rio de Janeiro, como:Tinga, Quinho. Também desfilaram pela escola o casal de mestre-sala e porta-bandeira Julinho e Ruth, e Viviane Araújo.

## Segmentos

### Presidentes
| Nome                        | Mandato    | Ref.  |
| --------------------------- | ---------- | ----- |
| Flávio Henrique Reis Macedo |            | [ 1 ] |
| Luciano Wagner              | atualidade |       |

### Presidentes de Honra
| Nome                     | Mandato    | Ref.  |
| ------------------------ | ---------- | ----- |
| Marcelo Coutinho (Celão) | atualidade | [ 1 ] |

### Diretores
| Ano  | Diretor de Carnaval | Diretor geral de harmonia                     | Mestre de bateria        | Ref. |
| ---- | ------------------- | --------------------------------------------- | ------------------------ | ---- |
| 2017 |                     |                                               |                          |      |
| 2018 | Jeferson Carlos     | Amaury Martins Renata Cristina e Luis Claudio | Flavio Macedo (Flavinho) |      |

### Coreógrafo
| Ano  | Nome                | Ref. |  |
| ---- | ------------------- | ---- |  |
| 2018 | Carlinhos Salgueiro |      |  |

### Casal de Mestre-sala e Porta-bandeira
| 2018 | Nome                               | Ref.     |  |
| ---- | ---------------------------------- | -------- |  |
| 2018 | Raphael Rodrigues & Denadir Garcia | 1º CASAL |  |
| 2018 | Wesley Ferreira & Christhin Helen  | 2º CASAL |  |

### Rainhas de bateria
| Período | Rainha | Madrinha | Ref. |
| ------- | ------ | -------- | ---- |
| 2018    |        |          |      |

## Carnavais
| Ano                                                                               | Colocação         | Grupo | Enredo | Carnavalesco              | Intérprete                           | Ref.        |
| --------------------------------------------------------------------------------- | ----------------- | ----- | --- | ------------------------- | ------------------------------------ | ----------- |
| 2000                                                                              | Campeã            | 1     | Índio Quer Apito - 500 Anos de Invasão |                           |                                      |             |
| 2001                                                                              | Sem classificação | 1     | Renascer |                           |                                      |             |
| 2002                                                                              | 4º lugar          | 1     | Do Brilho das Pedras ao Encantar dos Olhos                                                                                                |                           |                                      |             |
| 2003                                                                              | 5º lugar          | 1     | No Universo Azul das Cores |                           |                                      |             |
| 2004                                                                              | 3º lugar          | 1     | Acreditando no Seu Ideal, Ele Construiu a Realidade                                                                                       |                           |                                      |             |
| 2005                                                                              | 6º lugar          | 1     | Caraguá, Tempero de Mãe |                           |                                      |             |
| 2006                                                                              | Vice-Campeã       | 1     | Quando um Pedro Encontra Outro Pedro, Tem Carnaval no Céu                                                                                 |                           |                                      |             |
| 2007                                                                              | 5º lugar          | 1     | Foi um Azul que Passou em Minha Vida |                           | Tinga                                |             |
| 2008                                                                              | 5º lugar          | 1     | |                           | Tinga                                |             |
| 2009                                                                              | 4º lugar          | 1     | Nossa gente vale ouro |                           | Tinga                                |             |
| Devido às fortes chuvas que atingiram Guaratinguetá, não ocorreu desfile em 2010. |                   |       | |                           |                                      |             |
| 2011                                                                              | 3º lugar          | 1     | Uma Viagem Fantástica na História do CIRCUS                                                                                               |                           | Quinho                               |             |
| 2012                                                                              | Campeã            | 1     | Mar…Mistérios e Maravilhas |                           | Bruno Ribas                          | [ 3 ]       |
| 2014                                                                              | Campeã            | 1     | O Reino Encantado dos Cangaceiros da Paz Compositores:Flávio Macedo, Denílson França, Badá, Terrão, Flavinho do Cavaco, Xande e Fandangos | Sandro Rauly              | Luizinho Andanças                    | [ 4 ] [ 1 ] |
| Os desfiles foram cancelados de 2015 a 2017                                       |                   |       | |                           |                                      |             |
| 2018                                                                              | Vice-Campeã       | 1     | "AGÔ! Uma Viagem pelo Continente Negro"                                                                                                   | Sandro Rauly e Fabio Lima | Tinga, Grazzi Brasil, Leandro Santos |             |
| 2019                                                                              | 3º lugar          | 1     | A Estrela Maior | Sandro Rauly e Fabio Lima | Tinga e Grazzi Brasil                |             |
| 2020                                                                              | 3º lugar          | 1     | Amantikir.. A Serra que chora | Sandro Rauly e Fabio Lima | Wander Pires                         |             |